# Dane Cameron
Dane Cameron, född den 18 oktober 1988 i Newport Beach är en amerikansk racerförare.